# Bracketts Beach
Bracketts Beach – plaża (beach) w kanadyjskiej prowincji Nowa Szkocja, w hrabstwie Halifax, na zachodnim wybrzeżu zatoki Halifax Harbour (44°32′19″N, 63°32′39″W); nazwa urzędowo zatwierdzona 20 października 1975.